# Sergente Bill
Il Sergente Bill è stata una capra canadese, originaria del Saskatchewan, che servì come mascotte del 5º battaglione di fanteria del Canadian Expeditionary Force durante la prima guerra mondiale.

## Biografia
Una volta, Bill fu in grado di sentire e avvertire tre soldati dell'imminente esplosione di una granata, spingendoli e salvandoli in una trincea, mentre in un altro caso, mise alle strette 3 soldati nemici.
Bill sopravvisse nonostante fu ferito e gasato più volte. Affrontò la corte marziale in due differenti occasioni, la prima per aver mangiato qualcosa appartenente al personale del suo battaglione e l'altra per una lite con un altro sergente. Trascorse il resto della sua vita a Winnipeg.